# Красляны
Красля́ны (укр. Красляни) — село в Прилукском районе Черниговской области Украины. Население — 487 человек. Занимает площадь 1,784 км².
Код КОАТУУ: 7424184301. Почтовый индекс: 17552. Телефонный код: +380 4637.

## География
Расстояние до районного центра:Прилуки : (20 км.), до областного центра:Чернигов (140 км.), до столицы:Киев (154 км.).  Ближайшие населенные пункты: Рыбцы 2 км, Лыски 3 км, Леляки 4 км, Саверское 5 км.

## Власть
Орган местного самоуправления — Краслянский сельский совет. Почтовый адрес: 17552, Черниговская обл., Прилукский р-н, с. Красляны, ул. Свято-Николаевская, 77.

## История
Село Красляны было в составе Переволочанской сотни Прилуцкого полка, позже в XIX столетии — в составе Переволочанской волости Прилукского уезда Полтавской губернии. В селе была Николаевская церковь.